# Megatokyo

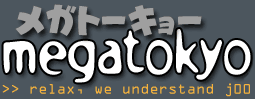
Logo von Megatokyo

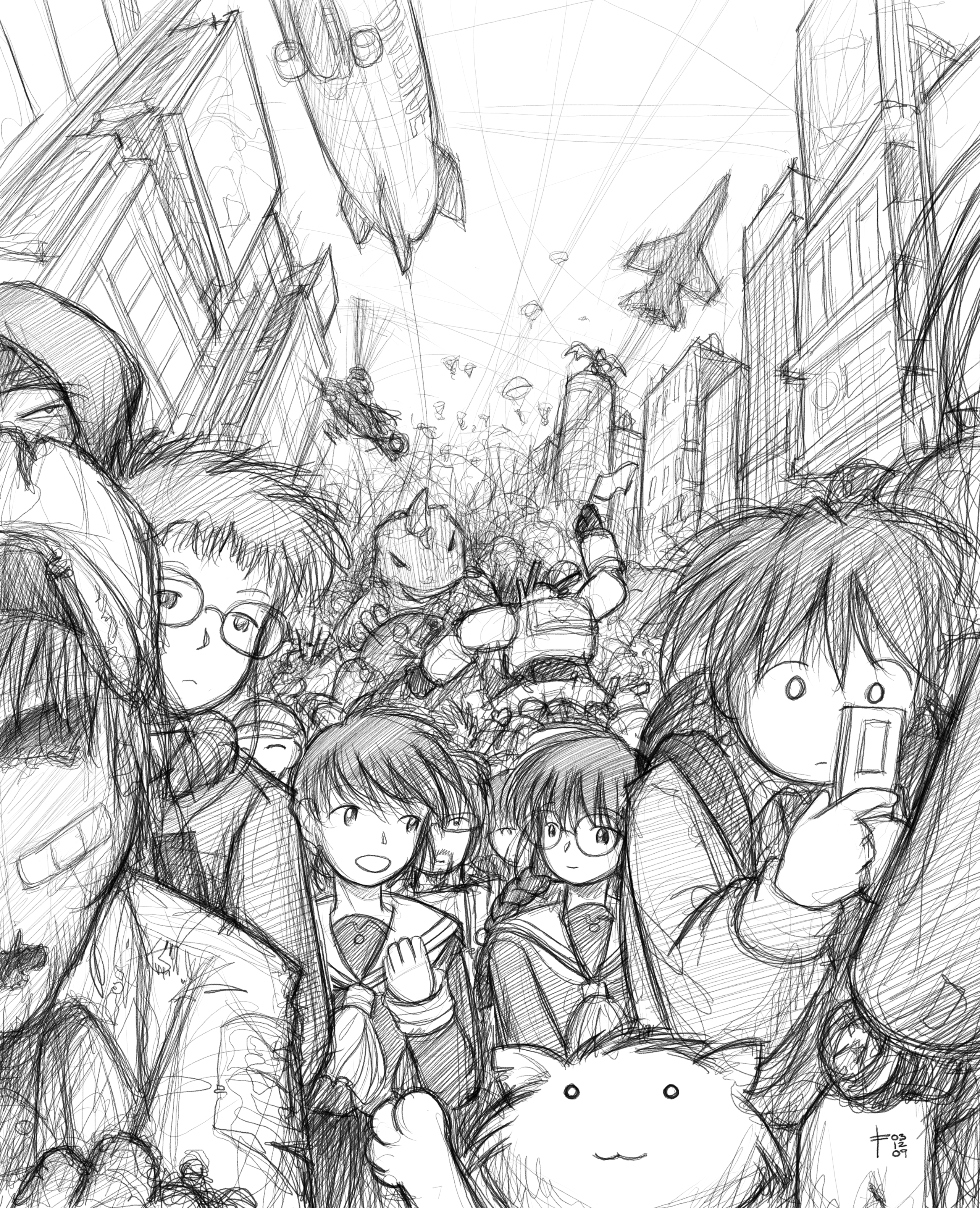
Beispiel für den Zeichenstil

Megatokyo ist ein von Fred Gallagher (alias Piro) gezeichneter US-amerikanischer Webcomic im Manga-Stil (Dōjinshi), der sich seit seinem Start am 14. August 2000 zum Kultfaktor mit ständig steigenden Zugriffszahlen entwickelt hat.
Ursprünglich wurde Megatokyo von Rodney Caston (alias Largo) mitbegründet, der im ersten Jahr auch beim Schreiben der Story half. Inzwischen ist Fred Gallagher jedoch alleine für Story, Zeichnungen und Seitendesign verantwortlich. Megatokyo ist mittlerweile sein Hauptberuf.
Sämtliche Strips sind kostenlos auf megatokyo.com abrufbar. Ein Teil der Geschichten ist auch in Buchform bei dem US-Verlag I.C. Entertainment (früher „IronCat“) erschienen, aufgrund von Unstimmigkeiten zwischen Megatokyo und I.C. Entertainment werden aber die Neuauflage des ersten Bandes sowie Bände zwei und drei bei Dark Horse Comics veröffentlicht. Band vier und fünf sind bei DC Comics’ Imprint CMX erschienen. Im Internet gibt es Fan-Übersetzungen in mehrere Sprachen. Basierend auf diesen wurden unter anderem Übersetzungen der Bücher auf Deutsch (im eidalon Verlag) und Italienisch veröffentlicht. Darüber hinaus gibt es eigenständige Übersetzungen auf Polnisch. Der Manga-Verlag Kōdansha hat eine japanische Ausgabe des ersten Bandes angekündigt, die im Jahr 2009 erschienen ist.
Im Juli 2004 war Megatokyo der zehntbestlaufende Manga in den USA. Die höchste Platzierung bei Nielsen Bookscan nahm der dritte Band am 20. Februar 2005 mit Platz 3 ein. Damit hatte er die beste Platzierung für einen Amerimanga erreicht.

## Inhalt
Megatokyo erzählt die Geschichte der beiden Amerikaner Piro und Largo, die ohne Geld in Tokio hängen geblieben sind. Der Großteil des Humors im Comic basiert auf Videospielen, Insider-Witzen über Manga und Anime und kulturellen Unterschieden zwischen den USA und Japan.
Zu Beginn versuchen Piro und Largo, Karten für die US-Unterhaltungsmesse Electronic Entertainment Expo (E3) zu bekommen – ohne Erfolg. Largo ist darüber so frustriert, dass er sich betrinkt, seine Hosen runterlässt und die E3 massiv beschimpft. Er erwacht später in einem Flugzeug nach Japan: Piro hatte beschlossen, die USA zur Sicherheit für eine Weile zu verlassen, und kurzerhand zwei Hinflugtickets nach Tokio gekauft. Dort angekommen, stürmen die beiden sofort die Spielzeug- und Computerläden. Da sie dabei aber ihre Kreditkarten überziehen, können sie sich keine Rückflugtickets mehr leisten und sitzen in Japan fest.
Im weiteren Verlauf ergeben sich mehrere Handlungsstränge, von denen die mit Manga-Charakter ihre Dynamik aus emotionalen Spannungsverhältnissen zwischen Piro einerseits und den einzelnen weiblichen Hauptfiguren andererseits ziehen. Denn obwohl er stets die allerbesten und freundschaftlichen Absichten hat, sorgt Piros ungeschicktes Verhalten den Mädchen gegenüber immer wieder für Missstimmung. So kommt es vor, dass er sich in Mangas vergräbt um darin Tipps zu finden, oder irgendwo herumsitzt und grübelt wie man es schafft, eine Frau nicht vor den Kopf zu stoßen – und er genau deswegen wieder eine Verabredung verpasst. Dazu kommt, dass er kaum Selbstvertrauen und -achtung hat, sich daher genau denen versucht zu entziehen, die tatsächlich etwas für ihn empfinden (was er nicht erkennt oder als Mitleid interpretiert), und sich über seine eigenen Gefühle nicht im klaren ist.
Ein weiterer Handlungsstrang, der starken Computerspielcharakter hat, besteht in Largos „Kampf gegen das Böse“, wobei er Letzteres in Allem und Jedem meint zu erkennen, die Bedrohung aber auch real sein kann, wenn etwa Ed versucht Ping zu zerstören oder Dom Erika für Sega als Werbefigur anheuern will.
Durch die enorme Differenz der Erzählzeit (seit dem 14. August 2000) und der erzählten Zeit (50 Tage plus je einer pro Kapitel) ist es mitunter schwierig, den Zusammenhang im Auge zu behalten. Auf den Übersetzungsseiten sind daher als Hilfestellung die einzelnen Handlungsverläufe zu Story Threads zusammengefasst.

## Herkunft des Namens
Megatokyo kam zu seinem Namen, weil Rodney Caston die Internet-Domain nach einem fehlgeschlagenen Projekt für Anime-News („Slashdot für Anime“) für den Internet-Comic zur Verfügung stellte.
Das Tokio der Zukunft wird in Manga und Anime oft als „Megatokyo“ oder „Neo-Tokyo“ bezeichnet (zum Beispiel in Akira). In vielen dieser Geschichten wird die Stadt von Katastrophen oder einem nuklearen Krieg verwüstet, aber sie wird danach schöner und größer wieder aufgebaut.

## Rolle Rodney Castons
Gallagher und Caston hatten verschiedene Vorstellungen, wie sich der Comic entwickeln sollte. Gallagher übernahm immer mehr auch die Arbeit des Autors. Schließlich trennten sich die beiden im Mai 2002 und Gallagher kaufte Caston die Domain ab. Die rechtlichen Details der Trennung blieben privat.
Im Januar 2005 brach eine Kontroverse aus, nachdem Scott Kurtz von PvP in einem Forum einen Beitrag schrieb, in dem er Caston zu seiner bevorstehenden Vaterschaft gratulierte und Fred Gallagher beschuldigte, Megatokyo von Caston gestohlen zu haben. Gallagher erklärte daraufhin, es habe kreative Meinungsverschiedenheiten gegeben und hob hervor, die Trennung sei friedlich gewesen. Auch Caston äußerte sich kurz darauf entsprechend.

## Charaktere
(Anmerkung: Bei japanischen Namen wird zuerst der Nachname und dann der Vorname genannt.)

### Hauptfiguren
PiroAmerikanischer Anime- und Manga-Fan (insbesondere von Shōjo-Manga), der gut japanisch spricht. Er ist ein bewundernswerter Künstler, doch er weigert sich, das zu akzeptieren. Zurzeit ist er als Maskottchen/Verkäufer bei MegaGamers, einem Spieleladen, angestellt. Piro ist die Comic-Inkarnation von Fred Gallagher.
LargoAmerikanischer Computerspiel-Freak, der normalerweise handelt, bevor (oder statt dass) er denkt, und eine Vorliebe für Bier hat. Er spricht Leet, aber kein Japanisch. Als er einen Job als Lehrer bekommt, wird er zu Great Teacher Largo (eine Parodie auf die Manga- und Anime-Serie Great Teacher Onizuka). Largo verkörpert im Comic Rodney Caston.
TsubasaJapaner, Piros Freund. Da er „seinem Herzen“ nach Amerika folgt, hat er Piro und Largo sein Robotermädchen Ping überlassen. Tsubasa beruht auf einem realen Freund von Fred Gallagher. Er wurde auf seinen Wunsch hin später aus dem Comic herausgeschrieben.
DomAngestellter bei SEGA, bester Freund und Rivale von Ed. Waffennarr. Auch bekannt als „Shirt Guy Dom“ (SGD). Dom ist die Comic-Inkarnation von Dominic Nguyen, der Strichmännchen-Strips mit SGD macht, wenn Gallagher nicht da ist.
EdAngestellter bei Sony, bester Freund und Rivale von Dom. Wie Dom basiert auch Ed auf einer realen Person, Edmund Balan
Hayasaka Erika (早坂えりか)Japanerin und ehemaliges Idol. Sie arbeitet mit Piro als Verkäuferin/Maskottchen im MegaGamers-Shop.
Nanasawa Kimiko (七澤希美子): Japanerin, Erikas Zimmergenossin und Kellnerin im Restaurant „Anna Miller´s“. Außerdem eine hoffnungsvolle zukünftige Seiyuu (Synchronsprecherin von Anime-Rollen). Sie ist geradezu der Prototyp des süßen, schüchternen Manga-Mädchens.
Sonoda Yuki (園田由紀)Japanische Mittelschülerin. Sie nimmt Zeichenunterricht bei Piro. Ihr Vater arbeitet bei der TPCD (siehe unten). Laut Tohya ist sie ein Magical Girl.
PingEin Roboter in Mädchenform und PlayStation-2-Zubehör. Sie ist ein non-etchi-Testmodell (also nur platonische Liebe) des neuen Sony-EDS (Emotional Doll System), das aus irgendeinem Grund Tsubasa in die Hände gefallen ist. Sie wurde geschaffen, um mit „Dating-Simulationen“ (japanischen Flirt- und Anmachspielen) zusammenzuarbeiten, und, nachdem diese gespielt wurden, basierend auf den Antworten im Spiel einen eigenen Charakter zu entwickeln. Ihr auffälligstes Merkmal sind zwei an ihren Ohren baumelnde Bedienelemente, die eine Statusanzeige sowie USB- und Netzwerkports aufweisen. Durch einen Programmierfehler gerät sie in Wut, wenn sie ignoriert oder abgewiesen wird, wobei sie als Roboter übermenschliche Kräfte entwickelt. In Ping finden sich Parallelen zum Persocon Chi aus der Anime-Serie Chobits, ihr Name ist eine Anspielung auf das Netzwerk-Tool ping.
Tohya MihoÜber sie ist nicht viel bekannt. Sie ist mit Ping befreundet und ein düsterer Charakter. Gelegentlich leidet sie an ohne ersichtlichen Grund auftretenden Ohnmachtsanfällen. Largo glaubt, dass sie die Anführerin einer Armee von Zombies ist, die vom Necrowombicon angeleitet werden (eine Anspielung auf eine jährlich stattfindende Anime-Convention und auf das Necronomicon), einem uralten Buch des Bösen, das schon dazu benutzt wurde, um den Spiele-Flop Daikatana zu erschaffen.
SeraphimEin kleiner, weiblicher Engel, der die Rolle von Piros Gewissen übernommen hat. Sie ist die Comic-Inkarnation von Sarah, Fred Gallaghers Ehefrau.
BooEin kleiner Hamster mit Flügeln zum Umhängen. Er wurde Largo als Gewissen zugeteilt – eine sowieso schon nahezu unmögliche Aufgabe, für die er auch noch ziemlich inkompetent ist. Boo ist ein Seitenhieb auf die Figur „Boo“, Minscs winzigen Riesenhamster aus dem Computerspiel Baldur’s Gate.
AsmodeusDämon und Piros böses Gewissen. Er versucht unter anderem, Piro mit Yuki zu verkuppeln. Sein Partner ist eine geflügelte Katze namens Belphegor.
JunpeiNinja und Schüler von Largo. Er wird von Largo im Spiel Mortal Kombat besiegt, der dadurch ein Visum erhält.

### Nebenfiguren
Asako und MamiMittelschülerinnen und Freundinnen von Yuki. Sie glauben, dass Yuki in Piro verknallt ist.
JunkoMitschülerin von Miho in Largos Klasse. Durchschaut als eine der wenigen, dass Largo als Englischlehrer ein Hochstapler ist. Trotzdem spricht sie ihm Mut zu, während er eine depressive Phase durchlebt. Sie ist nach eigenen Angaben gut darin, „ältere Männer auszunutzen und Geld von ihnen zu bekommen“ (Enjokōsai).
L33T D00DEin seltsamer Raver, der immer dann auftaucht, wenn Largo in Arkade-Kämpfen gegen Zombie-Horden antreten muss. Er gibt ihm Ratschläge in Leet, mit Untertiteln in normaler Sprache.
YanagisawaInhaber des MegaGamers-Ladens. Hat den Lagerraum über dem Geschäft an Piro und Largo als Wohnung vermietet.
John RomeroDer Schöpfer von Kultspielen wie Doom oder Quake. Er gründete das Entwicklungsstudio Ion Storm mit, stieg aber nach seinem Spiele-Flop Daikatana dort aus. Im Gegensatz zu seiner Darstellung in Megatokyo als arbeitslos und pleite, wurde der echte John Romero danach Chef der neuen Firma Monkeystone Games.
Rent-a-ZillaEine riesige Echse, die von Junpei angeheuert wurde. Sie wird mit Schinken bezahlt.
FanboysStereotype jugendliche Otaku. In Megatokyo meist Fans von Erika oder später Kimiko.
Tokyo Police Cataclysm Division (TPCD) (警視庁特別災害機動隊, keishichō tokubetsu saigai kidōtai)Eine Abteilung der Polizei von Tokio, die Mecha steuert und Amok laufende Monster stoppt. Yukis Vater, Inspektor Sonoda Masamichi, arbeitet für die TPCD. Largo wurde TPCD-Agent, nachdem er es mit Hilfe von Ping bewerkstelligte, eine alkoholisierte Riesenschildkröte zu besiegen; allerdings wurde er kurz darauf wieder gefeuert.

## Veröffentlichungen

### Bücher
Mit Stand Januar 2011 sind die auf megatokyo.com frei verfügbaren Comics auch in sechs gedruckten Bänden veröffentlicht worden. Übersetzungen der ersten Bände in Deutsch und einige andere Sprachen sind ebenfalls erschienen.
- Englisch
  - Fred Gallagher (Zeichner), Rodney Caston: Megatokyo Vol. 1 Chapter Zero. Studio Ironcat, 2003. ISBN 1-929090-30-7 (englisch)
  - Fred Gallagher (Zeichner), Rodney Caston: Megatokyo, Vol. 1. Dark Horse Comics, 2004. ISBN 1-59307-163-9 (englisch)
  - Fred Gallagher (Zeichner), Rodney Caston: Megatokyo, Vol. 2. Dark Horse Comics, 2004. ISBN 1-59307-118-3 (englisch)
  - Fred Gallagher: Megatokyo, Vol. 3. Dark Horse Comics, 2005. ISBN 1-59307-305-4 (englisch)
  - Fred Gallagher: Megatokyo, Vol. 4. DC Comics, Juli 2006. ISBN 1-4012-1126-7 (englisch)
  - Fred Gallagher: Megatokyo, Vol. 5. DC Comics, Mai 2007. ISBN 978-1-4012-1127-1 (englisch)
  - Fred Gallagher: Megatokyo, Vol. 6. DC Comics, Juli 2010. ISBN 978-1-4012-2481-3 (englisch)
- Deutsch
  - Fred Gallagher (Zeichner), Rodney Caston: Megatokyo 1. eidalon Verlag, 2004. ISBN 3-936686-81-5 (deutsch)
  - Fred Gallagher (Zeichner), Rodney Caston: Megatokyo 2. eidalon Verlag, 2005. ISBN 3-936686-82-3 (deutsch)
  - Fred Gallagher: Megatokyo 3. eidalon Verlag, 2005. ISBN 3-936686-83-1 (deutsch)

### PlayStation Portable
Die deutsche Version von Megatokyo war der erste Comic, den ein deutscher Verlag für die PlayStation Portable (PSP) von Sony anbot. Das Angebot des eidalon Verlages ist gratis und kann über dessen Webseite heruntergeladen werden.